# Connor Bedard
Connor Bedard (né le 17 juillet 2005 à North Vancouver dans la province de la Colombie-Britannique au Canada) est un joueur canadien de hockey sur glace. Il évolue à la position d'attaquant.

## Biographie

### Carrière junior
Connor obtient le statut de joueur exceptionnel, lui permettant d'être repêché à 14 ans et il devient le premier joueur avec ce titre à évoluer dans la Ligue de hockey de l'Ouest. Le 22 avril 2020, les Pats de Regina le sélectionnent au premier rang du repêchage de la LHOu.
La Saison 2020-2021 étant retardée en raison de la pandémie de Covid-19, il est prêté en Suède où il évolue dans le système de formation du HV71. Finalement, le 12 mars 2021, la LHOu peut enfin reprendre. En 15 rencontres, il inscrit 28 points et remporte le Trophée Jim-Piggott, le désignant comme la recrue de l'année.
La saison suivante, il inscrit 100 points en 62 matchs, dont 51 buts. En 2022-2023, il est nommé capitaine de sa formation et il dispute 57 matchs pour 71 buts et 143 points. Il remporte le Trophée Bob-Clarke remis au meilleur buteur et le Trophée commémoratif des quatre Broncos remis au meilleur joueur de la ligue. Au terme de la saison, la Ligue canadienne de hockey lui remet le Trophée du meilleur prospect de la Ligue canadienne de hockey, le titre de Joueur de la saison de la Ligue canadienne de hockey et le titre de Meilleur pointeur de la Ligue canadienne de hockey. Il est le premier joueur de l'histoire à remporter ces 3 titres une même saison.
En prévision du repêchage de 2023, la centrale de recrutement de la LNH le classe au 1re rang des espoirs nord-américain chez les patineurs.
Avant le début du repêchage, il reçoit le Prix d'excellence E.-J.-McGuire, décerné par le Bureau central de dépistage de la LNH au candidat qui illustre le mieux son engagement envers l'excellence par sa force de caractère, sa compétitivité et ses qualités athlétiques.
ll est choisi au 1er tour, en 1re position par les Blackhawks de Chicago lors du repêchage d'entrée dans la LNH 2023. 

### Dans la ligne nationale
Connor Bedard commence sa carrière dans la LNH le 10 octobre 2023 contre les Penguins de Pittsburgh et récolte sa première mention d'assistance sur le but de Ryan Donato. Il compte son premier but le match suivant à Boston.

### En équipe nationale
Connor représente sa nation lors du Championnat du monde moins de 18 ans en Championnat du monde moins de 18 ans de hockey sur glace 2021. Battant la Russie lors de la finale, il remporte la médaille d'or.
L'année suivante, il y prend à nouveau part, mais en quart de finale, le Canada perd en prolongation face à la Finlande. Il est également retenu pour le Championnat du monde junior. Il inscrit 5 points dont 4 buts en 2 rencontres, avant que le tournoi ne soit annulé à cause de la pandémie de Covid-19, plusieurs équipes ayant de nombreux joueurs déclaré positifs. Le tournoi est redisputé durant l'été 2022. Battant la Finlande en finale, il remporte l'or.
En 2023, le Championnat du monde junior a lieu au Canada. Il participe grandement au succès de son équipe, reportant une deuxième médaille d'or. Il est sacré meilleur attaquant et meilleur joueur du tournoi. Au terme de la saison, la Fédération internationale de hockey sur glace lui attribue le titre de joueur masculin de l'année. Il est sacré meilleur attaquant et meilleur joueur du tournoi.

## Statistiques

### En club
| Saison    | Équipe                | Ligue         |    | Saison régulière | Saison régulière | Saison régulière | Saison régulière | Saison régulière |    | Séries éliminatoires | Séries éliminatoires | Séries éliminatoires | Séries éliminatoires | Séries éliminatoires |
| Saison    | Équipe                | Ligue         | PJ | B                | A                | Pts              | Pun              | PJ               | B  | A                    | Pts                  | Pun                  |                      |                      |
| 2020-2021 | HV71 J18              | J18 Region    | 1  | 1                | 1                | 2                | 0                | -                | -  | -                    | -                    | -                    |                      |                      |
| 2020-2021 | HV71 J20              | J20 Nationell | 4  | 2                | 2                | 4                | 0                | -                | -  | -                    | -                    | -                    |                      |                      |
| 2020-2021 | Pats de Regina        | LHOU          | 15 | 12               | 16               | 28               | 6                | -                | -  | -                    | -                    | -                    |                      |                      |
| 2021-2022 | Pats de Regina        | LHOu          | 62 | 51               | 49               | 100              | 42               | -                | -  | -                    | -                    | -                    |                      |                      |
| 2022-2023 | Pats de Regina        | LHOu          | 57 | 71               | 72               | 143              | 62               | 7                | 10 | 10                   | 20                   | 8                    |                      |                      |
| 2023-2024 | Blackhawks de Chicago | LNH           | 68 | 22               | 39               | 61               | 28               | -                | -  | -                    | -                    | -                    |                      |                      |

### En équipe nationale
| Année | Équipe     | Compétition                          |    | PJ | B  | A  | Pts | Pun                 |  | Résultat |
| 2021  | Canada U18 | Championnat du monde moins de 18 ans | 7  | 7  | 7  | 14 | 2   | Médaille d'or       |  |          |
| 2022  | Canada U18 | Championnat du monde moins de 18 ans | 4  | 6  | 1  | 7  | 4   | 5e place            |  |          |
| 2022  | Canada U20 | Championnat du monde junior          | 2  | 4  | 1  | 5  | 0   | Compétition annulée |  |          |
| 2022  | Canada U20 | Championnat du monde junior          | 7  | 4  | 4  | 8  | 2   | Médaille d'or       |  |          |
| 2023  | Canada U20 | Championnat du monde junior          | 7  | 9  | 14 | 23 | 2   | Médaille d'or       |  |          |
| 2024  | Canada     | Championnat du monde                 | 10 | 5  | 3  | 8  | 10  | 4e place            |  |          |

## Trophées et honneurs personnels

### LHOu
- 2020 : Statut de Joueur Exceptionnel
- 2021 : Trophée Jim-Piggott
- 2023 :
  - Trophée Bob-Clarke
  - Trophée commémoratif des quatre Broncos

### LCH
- 2022-2023 : 
  - Trophée du meilleur prospect
  - Joueur de la saison
  - Meilleur pointeur
  - Première équipe d'étoile

### LNH
- 2023 : Prix d'excellence E.-J.-McGuire
- 2023-2024 : 
  - nommé recrue du mois de novembre
  - nommé recrue du mois de décembre
  - sélectionné dans l'équipe d'étoiles des recrues
  - remporte le trophée Calder
  - invité au 68e Match des étoiles mais n'y participe pas en raison d'une blessure

### Championnat du monde des moins de 18 ans
- 2021 :
  - Médaille d'or
  - Équipe d'étoiles des médias

### Championnat du monde junior
- 2022 : Médaille d'or
- 2023 :
  - Médaille d'or
  - Meilleur attaquant
  - Joueur par excellence
  - Équipe d'étoiles des médias

### IIHF
- 2023 : Joueur masculin de l'année